# الکساندر مکنزی (آهنگساز)
الکساندر مکنزی (انگلیسی: Alexander Mackenzie; ۲۲ اوت ۱۸۴۷ – ۲۸ آوریل ۱۹۳۵) آهنگساز، مدرس موسیقی و رهبر ارکستر اهل بریتانیا بود.
وی به سبب اوراتوریوها، قطعات ویولن و پیانو و همچنین موسیقی فولکلور اسکاتلندی‌اش شهرت دارد و مابین سال‌های ۱۸۸۸ تا ۱۹۲۴ میلادی بیش از ۹۰ آهنگ ساخت.
وی را در کنار چارلز ویلی‌یرس استنفورد و هیوبرت پری، یکی از پدران و پایه‌گذاران «رنسانس موسیقی بریتانیا» در قرن نوزدهم میلادی می‌شمارند.